# Een transparante grens
Een transparante grens is een vorm van toegepaste kunst in Amsterdam-Oost.
In de Indische Buurt sluiten vier pleinen op elkaar aan: Obiplein, Ambonplein, Boniplein en een speelplaats aan de Sumatrastraat. Het Ambonplein vormt daarbinnen het scharnierpunt. Dat plein, tot in de jaren tachtig een groene open ruimte kreeg een schoolgebouw van Herman Hertzberger, de speelplaats verdween als het ware. Andere inzichten zorgden ervoor dat het pleinidee als speelplaats voor kinderen werd hersteld; er ontstond weer een open ruimte. Aan Carve werd in 2005 gevraagd om toch enige zonering op het Ambonplein te maken; er speelden namelijk kinderen uit twee leeftijdsgroepen (4-6 jaar en 6-12 jaar) elk met hun eigen pauzetijden. Carve ontwikkelde daarvoor een wat zij noemde Een transparante grens. De klimstellage bestaat grotendeels alleen uit een opengewerkt en verwrongen frame waarop geklommen, gehangen en geduikeld kan worden; het frame dient voorts als een soort hekwerk (terreinafscheiding). Er is slechts één afgeschermd deel, de glijbaan. Ook buiten schooltijden kan gebruik gemaakt worden van de stellage.
Elders op het plein staat van dezelfde firma de Buurttafel Ambonplein, geheel van beton.